# Seldsienean
Seldsienean is een geslacht van uitgestorven krokodilachtigen, dat leefde van het Midden-Jura (Bathonien). Fossiel<en zijn gevonden in West-Europa. Tot nu toe zijn talloze soorten van dit geslacht bevestigd, waarvan de meeste tegenwoordig als ongeldig worden beschouwd.
De typesoort Seldsienean megistorhynchus werd voor het eerst wetenschappelijk beschreven in 1867 door de Franse zoöloog Eugène Eudes-Deslongchamps.